# Делфін Ґібсон
Делфін Ґібсон (англ. Delphine Gibson, до шлюбу Такер (англ. Tucker); 17 серпня 1903 року, Ріджвей, Фейрфілд, Південна Кароліна, США — 9 травня 2018 року, Гантінгдон, Пенсильванія, США) — американська супердовгожителька. З 5 лютого 2017 року (після смерті супердовгожительки Адель Данлап) до кінця свого життя вона була найстарішою повністю верифікованою жителькою США. Також Делфін Ґібсон була останньою з повністю верифікованих американців, які народились в 1903 році.

## Життєпис
Делфін Такер народилась 17 серпня 1903 року в місті Ріджвей, Фейрфілд, Південна Кароліна, США, в сім'ї Елмора та Енні Такерів. Вона мала 5 братів та одну сестру. 
27 січня 1928 року 25-річна Делфін осдружилася з садівником Тейлором Ґібсоном в Ґілфорді, Північна Кароліна. Через кілька років народила сина Френка, а згодом дочок — Муді та Еллу.
В 1962 році, після того як чоловік вийшов на пенсію, сім'я переїхала в Гантінгдон, Пенсильванія. Делфін почала працювати хостес в біблійній школі баптистської церкви Маунт-Гоуп під назвою «The Daily Vacation Church School». 
1 вересня 1980 року чоловік помер у віці 88 років. Через кілька років Ґібсон втратила зір. В 1998 році у зв'язку зі сліпотою отримала місце на парковці для людей з інвалідністю. В 2004 році вона переїхала в Центр з Догляду та Реабілітації Гантінгдона. На момент її 110-річчя повідомлялося, що Ґібсон пересувалася на інвалідному візку, але була в чудовому настрої, жартувала і співала пісні про любов до Ісуса.
На честь 112-річчя Ґібсон мер Гантінгдона оголосив тиждень після її дня народження «Тижнем Делфін Ґібсон». Вона вважла, що стала супердовгожителькою завдяки вірі в Бога. Вона також говорила, що її церква відіграє величезну роль в її житті. На той час її син Френк був єдиним живим з її дітей.
Делфін Ґібсон померла 9 травня 2018 року в Гантінгдоні, Пенсильванія, США, у віці 114 років і 265 днів. Після її смерті найстарішою нині живою повністю верифікованою американкою стала Лессі Браун з Огайо.

## Рекорди довголіття
- 5 лютого 2017 року стала найстарішим повністю верифікованим нині живим жителем США.
- 17 серпня 2017 року відсвяткувала 114-річчя.
- 28 квітня 2018 року увійшла в топ-60 найстаріших повністю верифікованих людей в історії.
- Делфін Ґібсон була останньою з повністю верифікованих американців, які народились в 1903 році.